# 如果雲知道
《如果雲知道》是許茹芸第3張國語專輯，於1996年9月27日發行。原預定10月6日發行，因盜版流出而提早九天。專輯在全亞洲銷售達220萬張的成績，許茹芸的「芸式唱腔」也在此時得名。

## 專輯文案
捨不得離開一場好夢
今早，我睡遲了

－許茹芸　＂1996.03 台北＂

## 曲目
1、突然想愛你
曲：許茹芸；詞：許茹芸；編曲：陳飛午；製作人：劉天健/袁惟仁
2、如果雲知道
曲：季忠平；詞：季忠平/許常德；編曲：屠穎；製作人：劉天健/徐德昌
3、執著
曲：梁偉豐；詞：唐玉璇；編曲：江建民；製作人：Peter Wong
4、Always
曲：洪典；詞：鄔裕康；編曲：屠穎；製作人：Peter Wong
5、半首歌
曲：袁惟仁；詞：袁惟仁；編曲：江建民；製作人：袁惟仁
6、獨角戲
曲：季忠平；詞：許常德；編曲：惠元/徐德昌；製作人：劉天健/徐德昌
7、瞭解
曲：陳小霞；詞：張政群；編曲：錢幽蘭；製作人：袁惟仁
8、女人的心很簡單
曲：黃國倫；詞：王中言；編曲：錢幽蘭；製作人：黃國倫
9、你討厭
曲：陶宗慈；詞：王中言；編曲：陳飛午；製作人：Peter Wong
10、寄信人
曲：許茹芸；詞：許常德；編曲：江建民；製作人：袁惟仁

## 音樂錄影帶
| 歌曲名稱                          | 導演   | 附註                             |
| --------------------------------- | ------ | -------------------------------- |
| 如果雲知道 （页面存档备份，存于） | 林錦和 | 首波主打                         |
| 獨角戲 （页面存档备份，存于）     | 趙子榮 | 第二主打                         |
| 執著                              | 林錦和 | 第三主打                         |
| 突然想愛你（页面存档备份，存于）  | 鄺盛   | 第四主打 男主角：王少偉          |
| 半首歌                            |        | 1998年將「秘密」的MV重新剪輯而成 |

“如果雲知道”第二版MV

## 獎項
- 第8屆金曲獎
  - 最佳流行音樂演唱唱片獎（提名）
  - 最佳國語女演唱人獎（提名）
- 中華音樂人交流協會
  - 1996年十大專輯